# Élection à la direction du Parti conservateur britannique de 2003
L'élection à la direction du Parti conservateur de 2003 a eu lieu pour élire le nouveau chef du Parti conservateur à la suite de l'échec d'Iain Duncan Smith lors d'un vote de confiance perdu à 75 voix contre 90. En effet, le 28 octobre 2003, le président du Comité 1922, Michael Spicer avait annoncé que plus de 25 députés (soit 15 %) ont envoyé une lettre pour demander un vote de confiance.
Le chef du parti est contesté pour son manque de charisme. Il est aussi dans une position difficile en raison du Betsygate, un scandale révélé par le journaliste Michael Crick et qui concerne le salaire de sa femme Betsy qui aurait été payée pour un travail qui n'aurait pas été fait. Par ailleurs, la nomination le 14 février 2003 de Barry Legg, membre de l'aile droite et ami d'Iain Duncan Smith au poste de directeur général du Parti à la place du modernisateur Mark MacGregor, a été critiquée et Legg a dû démissionner le 7 mai 2003 en raison de tensions internes au Parti. 
Michael Howard est le seul candidat. Il est élu à la tête des conservateurs,. Il devient aussi tôt le chef de l'opposition au gouvernement travailliste conduit par Tony Blair.

## Procédure
L'élection du chef a lieu en deux temps. Elle est supervisée par le « Comité 1922 », composé des députés conservateurs d'arrière-ban. 
Seuls les députés peuvent être candidats et chaque candidature doit recevoir l'appui d'au moins deux autres députés.
Dans un premier temps, l'ensemble des députés conservateurs tiennent une série de scrutins éliminatoires.
À l'issue de cette sélection, les adhérents du Parti conservateur devaient être appelés à choisir entre les deux candidats restants par scrutin postal.